# HMS Landsort (54)
HMS Landsort (54) tillhörde Arholma-klassen och var den andra av 14 likadana minsvepare som snabbproducerades under andra världskriget. HMS Landsort räddade två överlevande från passagerarångaren S/S Hansa som torpederades 1944 på resa mellan Nynäshamn och Visby. Hon blev till slut målfartyg och såldes till Karlskronavarvet 1964 för skrotning.

## Utlandsresa

### 1957
Resan gick till Nordkap. Resan gick tillsammans med minsveparna, HMS Ulvön (58) och HMS Ramskär (61) samt delvis med HMS Älvsnabben (M01). 
1. Uddevalla Avseglade 22 juli 1957
2. Trondheim, Norge Anlöpte 25 juli 1957, avseglade 29 juli 1957
3. Nordkap, Norge Anlöpte 31 juli 1957
4. Tromsø, Norge Anlöpte 1 augusti 1957, avseglade 5 augusti 1957
5. Bergen, Norge Anlöpte 9 augusti 1957, avseglade 12 augusti 1957
6. Göteborg Anlöpte 13 augusti 1957
7. Hårsfjärden Anlöpte 16 augusti 1957